# روبرت كراوس
روبرت كراوس (بالإنجليزية: Robert Kraus)‏ هو كاتب للأطفال وكاتب أمريكي، ولد في 21 يونيو 1925 في ميلواكي في الولايات المتحدة، وتوفي في 7 أغسطس 2001 في كينت في الولايات المتحدة.